# Edward Oscar McCowen

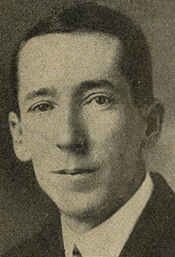
Edward Oscar McCowen

Edward Oscar McCowen (* 29. Juni 1877 in Bloom, Scioto County, Ohio; † 4. November 1953 in Wheelersburg, Ohio) war ein US-amerikanischer Politiker. Zwischen 1941 und 1949 vertrat er den Bundesstaat Ohio im US-Repräsentantenhaus.

## Werdegang
Edward McCowen besuchte die öffentlichen Schulen in South Webster. 1908 absolvierte er die Ohio Northern University in Ada. In den folgenden Jahren war er im Schuldienst tätig. Zwischen 1914 und 1942 stieg er vom High-School-Lehrer zum Schulleiter und schließlich zum Schulrat im Scioto County auf. Dazwischen belegte er Fortbildungskurse. Im Jahr 1917 war er an der Ohio State University in Columbus; 1939 absolvierte er die Graduate School der University of Cincinnati. Er war auch Kurator des Rio Grande College in Ohio. Politisch schloss er sich der Republikanischen Partei an. In den Jahren 1935 und 1946 war er Delegierter auf den regionalen Parteitagen der Republikaner in Ohio.
Bei den Kongresswahlen des Jahres 1942 wurde McCowen im sechsten Wahlbezirk von Ohio in das US-Repräsentantenhaus in Washington, D.C. gewählt, wo er am 3. Januar 1943 die Nachfolge des Demokraten Jacob E. Davis antrat. Nach zwei Wiederwahlen konnte er bis zum 3. Januar 1949 drei Legislaturperioden im Kongress absolvieren. Diese waren von den Ereignissen des Zweiten Weltkrieges und dessen Folgen sowie vom beginnenden Kalten Krieg geprägt.
Im Jahr 1948 wurde Edward McCowen nicht wiedergewählt. Nach dem Ende seiner Zeit im US-Repräsentantenhaus blieb er weiter an den politischen Entwicklungen interessiert. Er zog nach Wheelersburg, wo er am 4. November 1953 starb.